# Bernhard Friedrich Fischer
Bernhard Friedrich Fischer (* 26. Mai 1807 in Brugg; † 9. Mai 1862 ebenda, reformiert, heimatberechtigt bis 1849 in Meisterschwanden, seit 1822 in Brugg) war ein Schweizer Politiker.

## Biografie
Bernhard Friedrich Fischer wurde am 26. Mai 1807 in Brugg als Sohn des Handelsmanns Bernhard geboren. Fischer, ein Mitglied der Zofingia, absolvierte Studien in Zürich. In der Folge leitete er die kaufmännische Abteilung des Textil- und Handelsunternehmens Meyer in Brugg.
Daneben hatte Fischer, der laut Steuerbuch drittreichste Einwohner Bruggs, seit 1856 ein Verwaltungsratsmandat der Schweizerischen Kreditanstalt inne. Überdies diente er in der Schweizer Armee in der Position eines Oberstleutnants der Artillerie. Im Jahr 1850 wurde er zum kantonalen Artillerie-Chef ernannt.
Er war seit 1841 mit Berta, einer Schwester des Hans Herzog, verheiratet. Bernhard Friedrich Fischer verstarb am 9. Mai 1862 knapp vor Vollendung seines 55. Lebensjahres in Brugg.

## Politik
Als Vertreter der gemässigten Linken gehörte Fischer auf kommunaler Ebene von 1843 bis 1860 dem Stadtrat von Brugg, davon ab 1857 als Vizeammann, an. Auf kantonaler Ebene amtierte er zwischen 1851 und 1852 im Aargauer Grossen Rat. Darüber hinaus war Fischer von 1849 und 1851 im Ständerat vertreten. Zudem war Fischer im Jahr 1850 Mitglied der aargauischen Münzkommission als Delegierter seines Kantons für ein Münzkonkordat.